# Rahm (Duisburg)
Rahm ist ein Ortsteil von Duisburg im Stadtbezirk Duisburg-Süd. Der Ort hat 5.648 Einwohner (Stand: 31. Dezember 2023) und gliedert sich in die Ortslagen Alt-Rahm und Rahm-West. Während Alt-Rahm als der historische Ortskern bezeichnet wird, handelt es sich bei Rahm-West um ein größeres Neubaugebiet der letzten Jahrzehnte.

## Namensgebung
Der Name des Ortes, der in früheren Zeiten auch mit einem Dehnungs-e (Raem) geschrieben wurde, geht auf das altniederfränkische/altniederdeutsche Raern zurück, das sumpfiges Gelände bedeutet. So sprach man früher davon, dass man im Rahm oder in dem Rahm wohnte.

## Lage
Rahm liegt im äußersten Südosten des Duisburger Stadtgebiets und grenzt an die nordwestlich gelegenen Stadtteile Wedau, Großenbaum und Huckingen. Südlich schließt sich der Düsseldorfer Stadtteil Angermund sowie der Ratinger Stadtteil Lintorf an.

## Geschichte

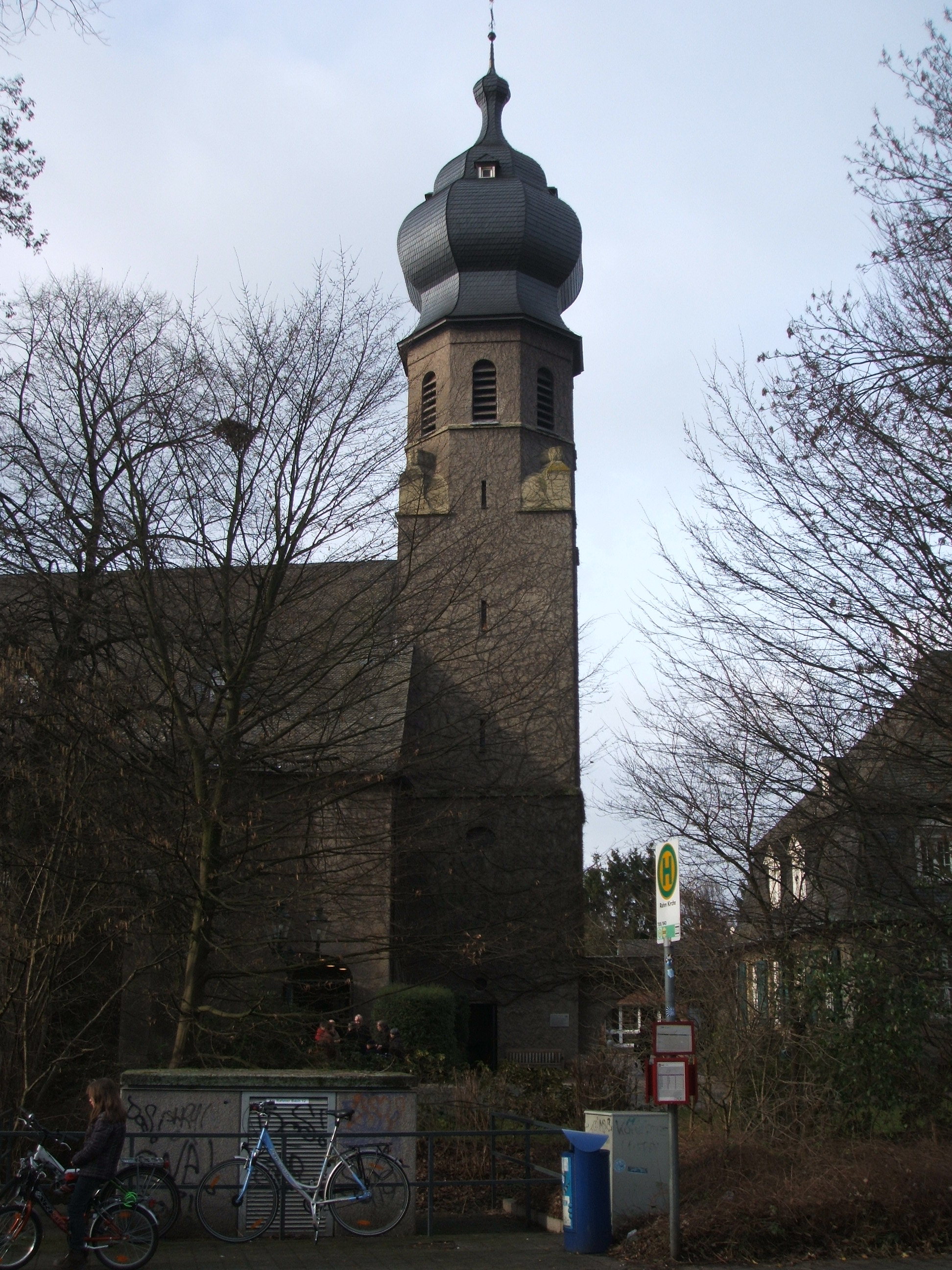
St.-Hubertus-Kirche Januar 2014

Die Geschichte Rahms ist eng verbunden mit Angermund, das etwa 1,5 km von Rahm entfernt liegt. Denn Angermund nahm seit dem Mittelalter eine zentrale Funktion für die umliegenden Bauerschaften und Dörfer ein. Es war Sitz einer landesherrlichen Kellnerei und der Finanzverwaltung des gleichnamigen Amts Angermund, einem Verwaltungsbezirk des Herzogtums Berg. Die Rahmer Bürger waren also seit jeher dem Angermunder Gericht unterstellt.
Kirchlich gehörten Angermund und die so genannte Honschaft Rahm früher zu Kalkum, an dessen Pfarrer die Bürger beider Orte ihren Zehnten zu entrichten hatten.
Um das Jahr 1700 zählte man in Rahm 61 Bauernhöfe und noch bis in das 20. Jahrhundert war Rahms Siedlungsbild von der Landwirtschaft bestimmt. 1843 hatte Rahm 85 Wohnhäuser und 52 landwirtschaftliche Gebäude für insgesamt 660 Einwohner. 1895 waren es 964 Einwohner, 1925 dann 1233.
1925 wurde die St.-Hubertus-Kirche mit ihrem für die Region eher untypischen Zwiebelturm im neubarocken Stil fertiggestellt. Ihr Architekt war Franz Schneider aus Düsseldorf. Der Baustil wurde dem geschenkten Innenleben der Kirche, z. B. dem Altar, der Kanzel und anderem, angepasst. Um einen Heirats- und Tauftourismus zu dieser idyllischen Kirche zu verhindern, dürfen in der Kirche ausschließlich Rahmer und, seit der Vereinigung mit der Großenbaumer Gemeinde St. Franziskus, Großenbaumer Gemeindemitglieder getraut oder getauft werden.
Bei der Verwaltungsneuordnung von 1929 wurde Rahm zusammen mit den Gemeinden Huckingen, Mündelheim, sowie Teilen von Großenbaum und den nördlichen Gebieten von Bockum (die Holtumer Höfe) und Lintorf dem neuformierten Stadtkreis Duisburg-Hamborn (ab 1935 dann nur noch Duisburg genannt) zugeordnet.
Im Ortsteil liegt die vom Caritasverband Duisburg betriebene Rehabilitationseinrichtung „Maria in der Drucht“, die früher ein Kinderheim war.

## Verkehr

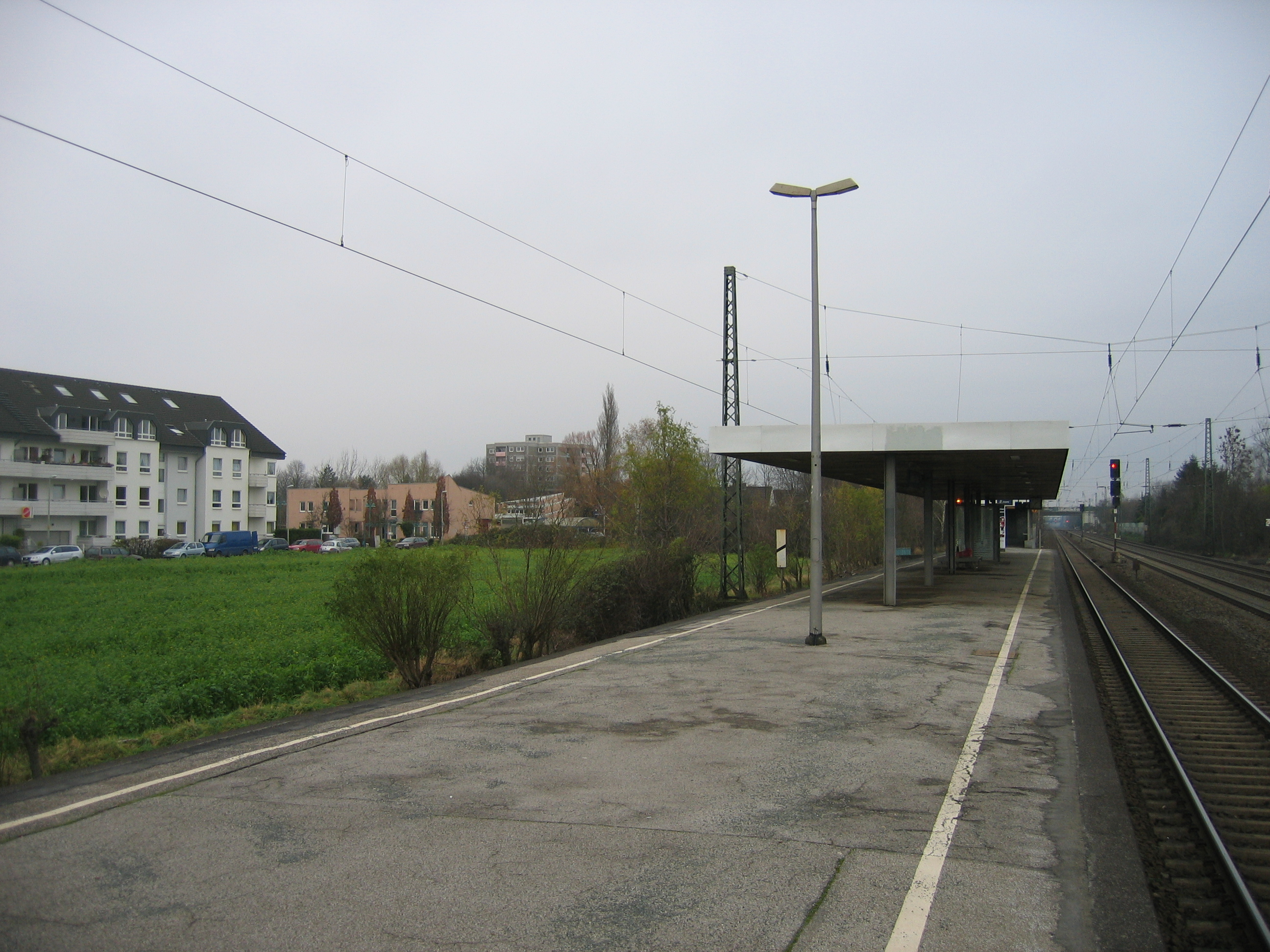
S-Bahn-Station Duisburg-Rahm

An den öffentlichen Schienennahverkehr ist Rahm über den S-Bahnhof Duisburg-Rahm angebunden.
| Linie | Verlauf / Anmerkungen | Takt                                                                            |
| ----- | --- | ------------------------------------------------------------------------------- |
| S 1   | Solingen Hbf – SG-Vogelpark – Hilden Süd – Hilden – D-Eller – D-Eller Mitte – D-Oberbilk – D-Volksgarten – Düsseldorf Hbf – D-Wehrhahn – D-Zoo – D-Derendorf – D-Unterrath – D-Flughafen – Angermund – DU-Rahm – DU-Großenbaum – DU-Buchholz – DU-Schlenk – Duisburg Hbf – MH-Styrum – Mülheim (Ruhr) Hbf – E-Frohnhausen – Essen West – Essen Hbf – E-Steele – E-Steele Ost – E-Eiberg – Wattenscheid-Höntrop – BO-Ehrenfeld – Bochum Hbf – BO-Langendreer West – BO-Langendreer – DO-Kley – DO-Oespel – DO-Universität – DO-Dorstfeld Süd – DO-Dorstfeld – Dortmund Hbf Stand: Fahrplanwechsel Dezember 2023 | 30 min 20 min (Solingen–Duisburg wochentags) 15 min (Essen–Dortmund wochentags) |

Ferner besteht ein Anschluss an die A 524.

## Sport
Breitensport wird in Rahm durch den Verein Turnerschaft Duisburg-Rahm 1906 e. V. angeboten, der am 12. August 1906 gegründet wurde. Der erste gewählte Vorsitzende war Peter Fink. Der Verein gliedert sich in drei Abteilungen: Fußball gegründet am 17. März 1972 mit dem 1. Vorsitzenden Eugen Wahle, Handball seit dem 15. Mai 1923 und Tennis ab dem 13. September 1972. Die Fußballjugendabteilung wurde vom DFB 1989 und 2012 mit dem Sepp-Herberger-Preis für herausragende Jugendarbeit ausgezeichnet.
Darüber hinaus existiert mit der St. Sebastianus Schützenbruderschaft Duisburg-Rahm eine Schützenvereinigung die bereits im Jahre 1511 als Bestandteil der Bruderschaft Angermund-Rahm urkundlich erwähnt wird. Nachdem Rahm eine eigene Rektoratskirche erhalten hatte, erfolgte 1919 die einvernehmliche Trennung von der Angermunder Bruderschaft. Der erste Präses der eigenständigen Rahmer Bruderschaft war H.H. Pfarr-Rektor Walter Schönheit. Das erste eigenständige Schützenfest fand am 12. Oktober 1919 statt.

## Persönlichkeiten
- Jörg Berger (1944–2010), Fußballtrainer, liegt auf dem Rahmer Friedhof begraben
- Gisela Walsken (* 1958), Regierungspräsidentin im Regierungsbezirk Köln
- Heinz-Werner Geisenberger (* 1945), Autor und Regisseur, lebt und arbeitet in Rahm